# Heliotropium fedtschenkoanum
Heliotropium fedtschenkoanum är en strävbladig växtart som beskrevs av Mikhail Grigoríevič Popov. Heliotropium fedtschenkoanum ingår i Heliotropsläktet som ingår i familjen strävbladiga växter. Inga underarter finns listade i Catalogue of Life.